# Elimaea semicirculata
Elimaea semicirculata är en insektsart som beskrevs av Kang och Chikun Yang 1992. Elimaea semicirculata ingår i släktet Elimaea och familjen vårtbitare. Inga underarter finns listade i Catalogue of Life.